# Hikaru Sulu
Hikaru Sulu är en fiktiv karaktär spelad av George Takei i tv-serien Star Trek: The Original Series, de första sex Star Trek filmerna och ett avsnitt av Star Trek: Voyager.
I de nya Star Trek filmerna spelas han av John Cho.

## Historia
Sulu föddes och växte upp i San Francisco. Han mönstrade i Stjärnflottan och var en av USS Enterprises fysiker i tv-seriens pilotavsnitt, men tjänstgjorde som styrman i resten av serien och spelfilmerna.
Han har löjtnantsgrad under tv-seriens lopp, blev örlogskapten före händelserna i Star Trek: The Motion Picture och blev kommendörkapten före Star Trek II - Khans vrede. Han blev senare befordrad till kommendör och blev befälhavare över rymdskeppet USS Excelsior, tre år före händelserna i Star Trek VI - The Undiscovered Country.

## Medverkan

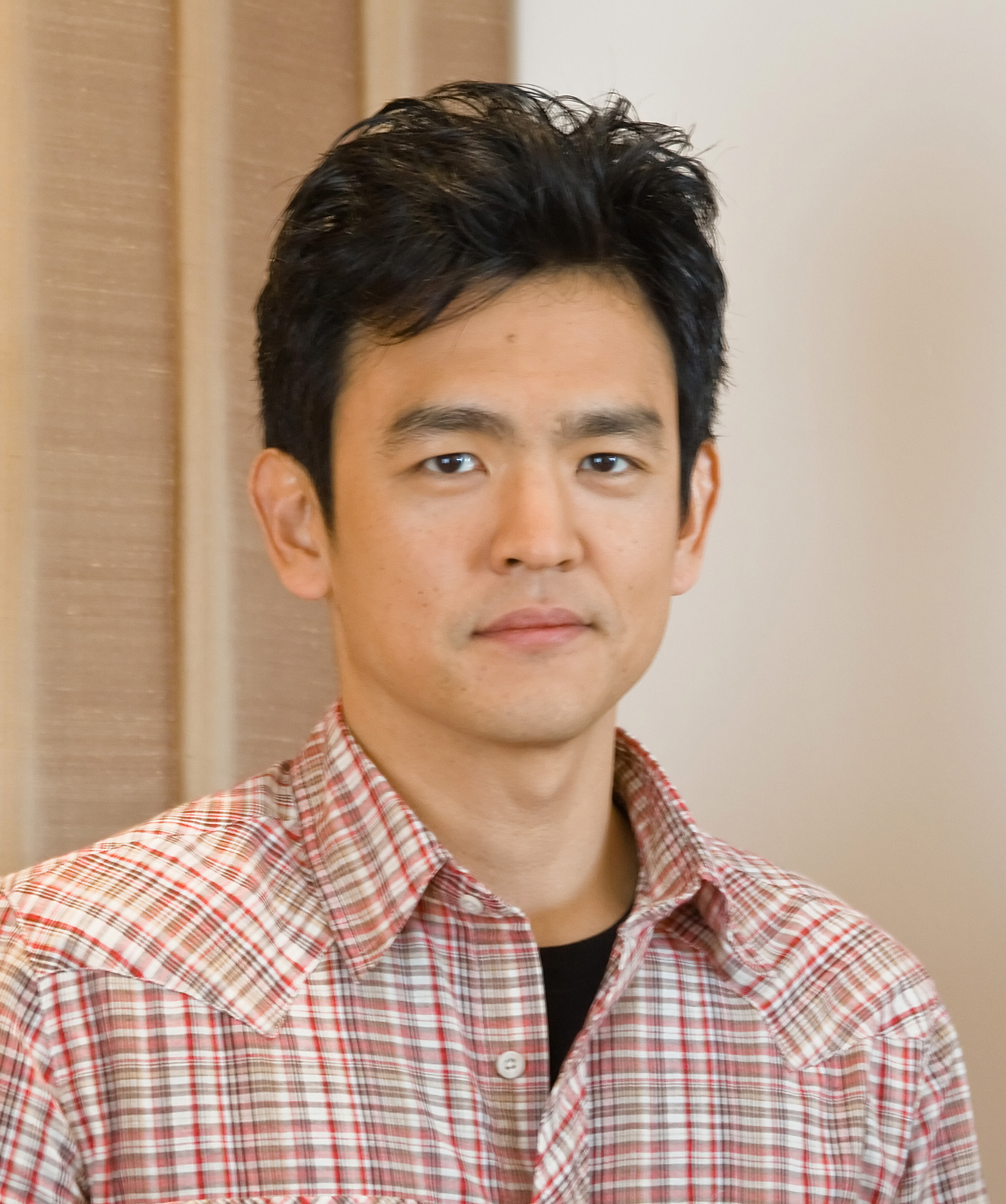
John Cho spelade Sulu i filmen Star Trek från 2009 och dess uppföljare Into Darkness från 2013.

Sulu medverkar i följande serier och filmer:
Star Trek
Star Trek: The Animated Series
Star Trek filmer
- Star Trek: The Motion Picture
- Star Trek II: Khans vrede
- Star Trek III
- Star Trek IV: Resan hem
- Star Trek V: Den yttersta gränsen
- Star Trek VI: The Undiscovered Country
- Star Trek
- Star Trek Into Darkness

Star Trek: Voyager
- "Flashback"